# Cámara Apostólica
La Cámara Apostólica era el órgano financiero del sistema administrativo pontificio; asimismo se encargaba de parte del gobierno de los Estados Pontificios y de la administración de la justicia. Actualmente la Cámara está formada por el cardenal camarlengo, por el vice camarlengo y por su oficina.
Con el motu proprio del Papa Pablo VI Pontificalis Domus desaparecieron algunos cargos de clérigos de la Cámara y de prelados adscriptos.
La Cámara Apostólica es un organismo distinto de la tesorería de la Cámara del Colegio cardenalicio, presidido por el cardenal camarlengo (Camerarius Sacri Collegii Cardinalium) que se encargaba de los réditos comunes del Colegio cardenalicio, y aparece entre las instituciones curiales nacidas tras el siglo XIII, pero que ya no existe desde hace mucho.

## Funciones
Desde la Unificación de Italia, cuando la Iglesia perdió su poder temporal, los recursos de la tesorería pontificia derivan principalmente del Óbolo de San Pedro y de otras limosnas de los fieles, por tanto, la Cámara, como órgano financiero, no tiene ya funciones prácticas. Los personajes que la forman cubren, en realidad, cargos casi honoríficos.
Entre los deberes principales del Cardenal camarlengo se cuenta el de regir la Santa Sede entre la muerte de un pontífice y la elección del sucesivo. En este período se le concede parte de la autoridad papal.
El vicecamarlengo, uno de los prelados más importantes de la curia, era, hasta 1870, gobernador de Roma, y tenía bajo su responsabilidad el mantenimiento de la paz y del orden en la ciudad; hoy, durante la sede vacante es la autoridad más importante entre los cardenales; a él se le confía la vigilancia del cónclave, al cual nadie es admitido sin su permiso.
El auditor camerae, también uno de los prelados más importantes, era, en el pasado, el juez supremo en materia de administración financiera de la Curia. Antes de 1870 presidía la corte suprema, a la que el Papa hacía referencia para la decisiones más importantes.
El tesorero general tenía el control financiero sobre todo el rédito producido por las posesiones temporales de la Iglesia, así como sobre el resto de los tributos que se acumulaban en la tesorería papal. Si bien, en el pasado su número fuera variable, hoy el Colegio de los clérigos de la Cámara Apostólica está compuesta por siete miembros. Son elegidos entre los más altos prelados de la Curia, no llevan solo la gestión de las propiedades y réditos de la Santa Sede, sino que son consultados colegialmente sobre todas las cuestiones administrativas y desarrollan la función de corte suprema para todas las disputas que involucran a la administración pontificia. Cuando Pío IX, tras la creación de varios ministerios dividió entre sí los deberes administrativos, asignó a cada clérigo de la Cámara la presidencia de una sección del departamento de finanzas. Cuatro de ellos, además, eran miembros de la comisión de control sobre las cuentas de la Cámara. Cuando el Papa aparece en público en las ocasiones solemnes, los miembros de la Cámara tienen sus puestos precisos en la corte papal y en los consistorios públicos. Al morir un Papa, toman posesión de los Palacios apostólicos, se les requiere para elaborar los inventarios y dirigen la política interna y externa durante la sede vacante. Durante el cónclave se ocupan de todas las necesidades de los cardenales.